# خاندان آکیزوکی
خاندان آکیزوکی (به ژاپنی: 秋月氏 Akizuki-shi) یکی از خاندان های ژاپنی بود که بر ولایت چیکوزن در جنوب ژاپن فرمان می‌راند.  